# Guido Pontecorvo
Guido Pontecorvo (ur. 29 listopada 1907 w Pizie, zm. 25 września 1999 w pobliżu Zermatt) – włoski genetyk. 
Guido Pontecorvo pochodził z wpływowej rodziny pochodzenia żydowskiego. Był najstarszym z licznego rodzeństwa, jego młodszymi braćmi byli Bruno Pontecorvo oraz Gillo Pontecorvo. Studiował rolnictwo na Uniwersytecie w Pizie, studia ukończył w 1928 roku, po czym podjął pracę w rolniczym instytucie badawczym we Florencji. 
W 1938 roku, ze względu na narastające nastroje antysemickie wywoływane przez rząd Benito Mussoliniego, zdecydował się na opuszczenie Włoch. Wyjechał do Edynburga, gdzie został współpracownikiem Hermanna Josepha Mullera. Muller był liderem grupy naukowców, spotykających się w Institute of Animal Genetics Uniwersytetu Edynburskiego, dyskutujących na temat struktury i funkcji genów. Uczestnikiem tych spotkań był m.in. Max Born.   
W 1941 roku Guido Pontecorvo został wykładowcą zoologii na University of Glasgow, w 1945 roku stanął tam na czele nowo utworzonego zakładu genetyki. W Glasgow rozpoczął badania nad grzybami Aspergillus nidulans, których celem miało być pozyskiwanie penicyliny, na którą zapotrzebowanie w czasie II wojny światowej wzrosło. W 1950 roku odkrył, że rekombinacja genów u Aspergillus nidulans może zachodzić bez rozmnażania płciowego. Nieseksualna rekombinacja stała się użyteczną techniką w badaniu natury działania genów.
W latach 50. XX wieku Pontecorvo prowadził badania nad genetyką człowieka. W 1968 roku, na zaproszenie Michaela Stokera przeniósł się do laboratorium Imperial Cancer Research Fund w Londynie. Pracował tam do przejścia na emeryturę w 1975 roku. 
W 1978 roku został wyróżniony Medalem Darwina.  
Zmarł 25 września 1999 po upadku w czasie wycieczki w Alpach Szwajcarskich.